# Sistema Eletroprodutor do Tâmega

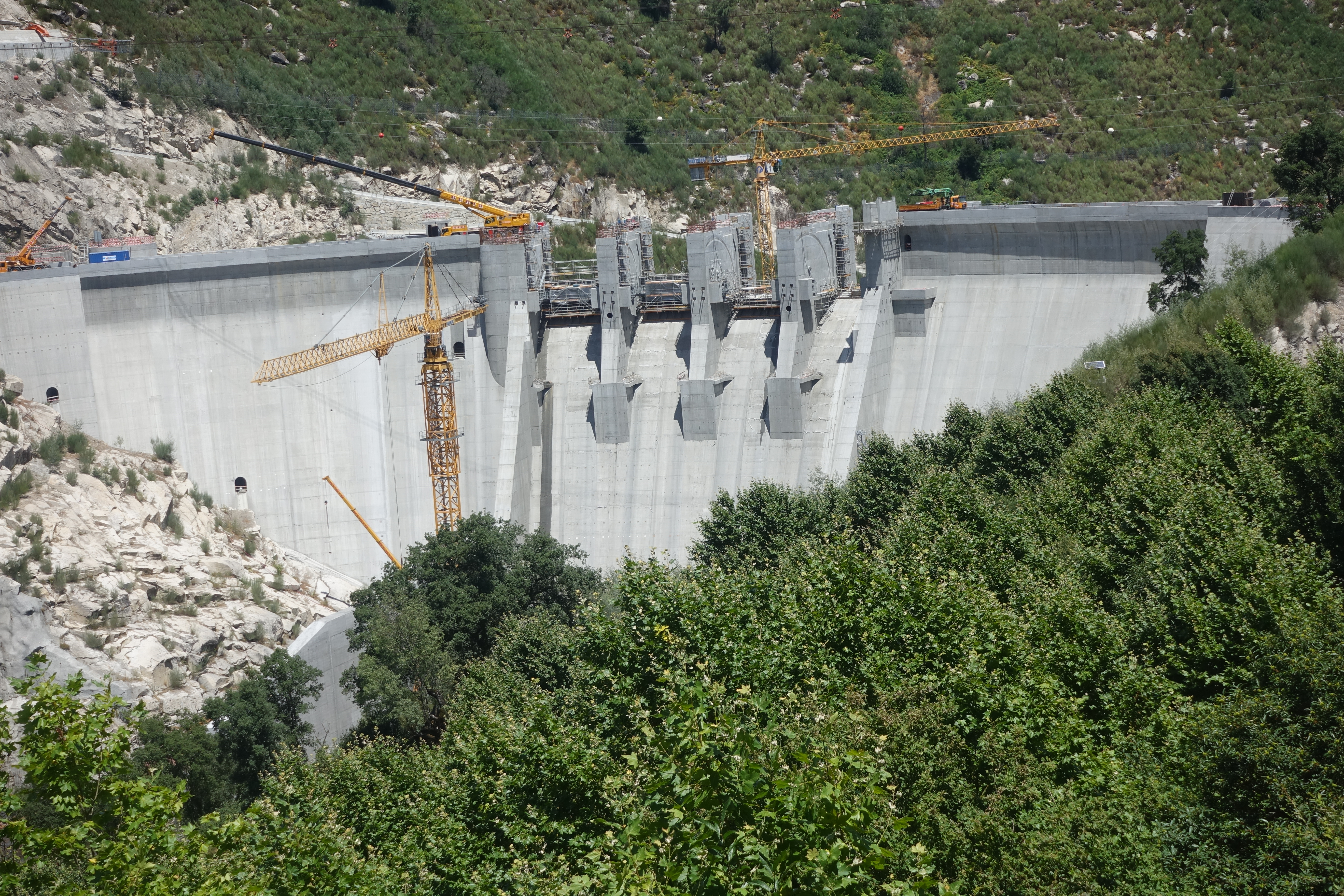
Barragem de Daivões

O Sistema Eletroprodutor do Tâmega é um complexo produtor de energia, desenvolvido e financiado pela Iberdrola na bacia do Rio Tâmega.
Conta com um investimento total de mais de 1.500 milhões de euros e é composto pela Central Hidroelétrica do Alto Tâmega, pela Central de Armazenamento por Bombagem de Gouvães e pela Central de Daivões.
A capacidade conjunta é de 1.158 MW o que representará um aumento de 6 % da potência elétrica total instalada no país. Este empreendimento produzirá energia suficiente para suprir as necessidades energéticas dos municípios vizinhos e das cidades de Braga e Guimarães (440 000 residências).
Direta e indiretamente, durante a construção das barragens criaram-se 13.500 empregos, desde 2014, tendo-se privilegiado a contratação de empresas locais e nacionais.

## Parques Eólicos Tâmega Norte e Tâmega Sul
A Iberdrola vai construir dois  parques Eólicos Tâmega Norte e Tâmega Sul – que constituem um único projeto denominado Complexo Eólico do Tâmega – e inclui a construção de 38 aerogeradores “de última geração”, com uma capacidade unitária de 7,2 megawatts (MW) e uma altura de cubo de 114 metros.
O complexo irá abranger área dos concelhos de Ribeira de Pena, Montalegre e Vila Pouca de Aguiar, no distrito de Vila Real, e Cabeceiras de Basto, no distrito de Braga.
Com uma potência de 274 MW (o maior do país), concebido para aproveitar o ponto de injeção na rede elétrica já construído no Sistema Eletroprodutor do Tâmega.
A incorporação de energia eólica no sistema eletroprodutor do Tâmega aumenta a sua contribuição de energia limpa, acessível e competitiva para o sistema elétrico, garantido o fornecimento da quantidade máxima de energia verde autorizada, originalmente, para cada projeto, durante o maior tempo possível.
Este parque eólico será o maior em Portugal, representa um investimento total de 350 milhões de euros e é o primeiro a combinar energia eólica e hídrica.

## Página oficial
- Iberdrola